# Nayalia
Nayalia, monotipski rod zelenih algi u porodici Chaetophoraceae. Jedina vrsta je N. terrestris

## Sinonim
- Oliveria terrestris Nayal 1935